# Bilenköy, Hemşin
Bilenköy là một xã thuộc huyện Hemşin, tỉnh Rize, Thổ Nhĩ Kỳ. Dân số thời điểm năm 2010 là 34 người.